# Раклица
Рàклица е село в Югоизточна България, община Карнобат, област Бургас.

## География
Село Раклица се намира на около 49 km северозападно от центъра на областния град Бургас, около 14 km северно от общинския център град Карнобат и около 22 km запад-северозападно от град Айтос. Разположено е в Източна Стара планина, по югозападните склонове на Карнобатската планина, в подножието на две възвишения – с връх Ермеклията (651,4 m) на 2,5 km северно от селото и с връх Илийца (684,4 m) на 4 km северозападно от селото. В долината между двете възвишения и през Раклица тече малка местна река, вливаща се на югозапад от селото в река Азмака, ляв приток на река Мочурица. Общият наклон на терена в Раклица е на юг, а надморската височина в центъра на селото е около 311 m. Климатът е преходно-континентален.
Общински път води от Раклица на юг през село Сигмен до връзка с второкласния републикански път II-73.
Землището на село Раклица граничи със землищата на: село Босилково на север; село Завет на североизток; село Скалак на североизток; село Раклиново на изток; село Зимен на юг; село Сигмен на югозапад; село Невестино на югозапад; село Костен на запад; село Ведрово на северозапад.
В землището на Раклица има 4 язовира.

## История
След Руско-турската война 1877 – 1878 г., по Берлинския договор 1878 г. селото остава в Източна Румелия; присъединено е към България след Съединението през 1885 г.
През 1934 г. селото с дотогавашно име Шихларе е преименувано на Раклица.
Допреди Балканската и Междусъюзническата война селото е населявано основно от турци, с изключение на само два български рода. След войните тук се заселват бежанци от Одринска Тракия, както и преселници от други части на България и селото се населва само от българи.
Училището в село Раклица (Шихларе) е създадено през 1891 г. в стара къща. Нова училищна сграда е построена през 1957 – 1958 г. Училището се закрива през 1972 г.

## Население
Населението на село Раклица наброява 1048 души при преброяването към 1934 г. и 1090 към 1946 г., намалява до 277 към 1985 г. и е 79 души (по текущата демографска статистика за населението) към 2021 г.

### Етнически състав
Преброяване на населението през 2011 г.
Численост и дял на етническите групи според преброяването на населението през 2011 г.:
|                     | Численост |
| Общо                | 94        |
| Българи             | 75        |
| Турци               | -         |
| Цигани              | 19        |
| Други               | -         |
| Не се самоопределят | -         |
| Неотговорили        | -         |

## Обществени институции
През 1999 г. е закрито кметство Раклица. Изпълнителната власт в селото към 2022 г. се упражнява от кметски наместник.
В Раклица от 2001 г. има храм „Света Богородица“.

## Културни и природни забележителности
Селото се отличава със своята уникална самобитност и чистия си въздух. Предлага чудесни възможности за развитие на селски туризъм, като добри туристически маршрути за посещение са покоряването на връх Илийца, посещение на „6-те чучура“. От четирите язовира най-близки са Циганският, Костенският и Четалдере, предлагащи добра възможност за риболов. Девствената природа на Източна Стара планина е богата на дивеч – често се срещат сърни, зайци, диви свине и елени.

## Редовни събития
Всяка година в първата събота след 15 август (Св. Богородица) тук се празнува традиционния събор, събиращ както ракличани, така и многобройните гости на селото на веселби и пиршества. В центъра звучи музика и се играят хорà.

## Други
Селото се споменава в „Житие и страдания грешнаго Софрония“ на Софроний Врачански с името „Шихлари“. Под името поп Стойко Владиславов бъдещият врачански епископ е бил енорийски свещеник в село Костен (1791 – 1792 г.), а село Шихлари е било в неговата енория. В Шихлари господства бей на име Ахмед Геряй, който си харесва една българска девойка за втора жена в харема, но тя тайно от него е венчана от поп Стойко за своя избраник-българин, което едва не коства живота на свещеника.